# 佐野玄宜
佐野玄宜（さの げんき、1981年（昭和56年）7月22日 - ）は、シテ方宝生流の能楽師。十九代宗家・宝生英照、二十代宗家・宝生和英に師事。

## 略歴
1981年、シテ方宝生流能楽師・佐野由於の長男として東京都で生まれる。弟は弘宜。1986年4月宝生会五雲会にて、4歳で初舞台「鞍馬天狗」花見。1999年5月、石川県立能楽堂で催された祖父・佐野正治十三回忌追善能にて初シテ「経政」を勤める。2012年8月に宗家内弟子を卒業、独立し、 2014年5月「石橋」、 2015年3月「道成寺」を披く。國學院大學の宝生流能楽サークルを指導。能楽協会会員。同門会「蔦玄会」を主宰。
初等部から高等部まで青山学院で過ごし、早稲田大学教育学部国語国文学科に進学、同大学院文学研究科日本文学専修修士課程修了。修士論文は「観世信光とその作品の研究」。早稲田大学、椙山女学園大学、慶應義塾横浜初等部非常勤講師。